# YZ Весов
YZ Весов (лат. YZ Librae) — двойная затменная переменная звезда (E) в созвездии Весов на расстоянии приблизительно 3532 световых лет (около 1083 парсеков) от Солнца. Видимая звёздная величина звезды — от +13,3m до +12,7m. Орбитальный период — около 0,7774 суток (18,656 часов).